# Gottlob von Püttner
Adam Gottlob von Püttner (* 15. Februar 1794; † 9. November 1863 in Lobenstein) war ein deutscher Kaufmann und Politiker.

## Leben
Von Püttner heiratete Margarethe Friederike Auguste Jeanette Anna Louise von Schallern aus Bayreuth (* 15. Oktober 1796 in Bayreuth; † 18. April 1854 in Lobenstein). Die gemeinsame Tochter Julie(an)e Louise Ida Wilhelmine von Püttner heiratete Heinrich Süßenguth.
Von Püttner war Kauf- und Handelsherr in Lobenstein. 1848 bis 1860 war er dort auch Bürgermeister. Daneben war er Pfarramtsverwalter in Lobenstein.
Vom 2. Oktober 1848 bis zum 21. Dezember 1849 war er Mitglied im Landtag Reuß jüngerer Linie als Vertreter der alten Ritter- und Landschaft. Nachdem die Mehrheit des Landtags am 29. September 1848 die Ungültigkeit der Mandate der alten Ritter- und Landschaft festgestellt hatte, erklärten die Vertreter der alten Ritter- und Landschaften am 3. Oktober 1848 ihren „einstweiligen“ Mandatsverzicht. Nachdem das Reichsministerium des Innern unter Friedrich Bassermann in einem Schiedsspruch am 5. April die Mandate für gültig erklärte, nahmen die fünf Abgeordneten ab dem 27. August 1849 wieder an den Landtagssitzungen teil. Vom 1. Oktober 1857 bis zum 6. September 1860 war er erneut Landtagsabgeordneter und Alterspräsident.